# Bakonyszentkirály
Bakonyszentkirály (hongrois : Bakonyszentkirály [ˈbɒkoɲsɛntkiraːj] ; allemand : Deutschkönigsdorf) est une localité hongroise située dans le comitat de Veszprém en Hongrie.

## Site et localisation

### Topographie et hydrographie
Bakonyszentkirály est située dans la partie nord du massif du Bakony, à environ 12 kilomètres au nord de Zirc, au bord des ruisseaux Dudar et Aranyos, au cœur d'une vaste ceinture de forêts mixtes.

## Histoire
La région de Bakonyszentkirály est habitée depuis la préhistoire. Sur le mont Zöröghegy, situé à proximité, subsistent deux vestiges de fortifications préhistoriques. Le territoire connut également une occupation romaine et avare. Deux anciennes routes militaires, l'une orientée nord-sud et l'autre est-ouest, s'y croisaient ; des restes de chaussées romaines ont d'ailleurs été découverts à proximité.
La commune actuelle de Bakonyszentkirály est née en 1926 de la fusion de deux villages distincts : Magyarszentkirály et Németszentkirály.
Magyarszentkirály, mentionné pour la première fois en 1392 sous le nom de Zenthkyral, puis comme Magyarszentkirály en 1787 et Bakonymagyar-szentkirály en 1900, s'était formé au nord de Csesznek, à proximité immédiate du château fort. L'adjectif « magyar » (hongrois) fut ajouté au XVIIIe siècle pour le distinguer du nouveau village de Németszentkirály.
Les deux localités doivent leur nom à saint Étienne, roi fondateur de la Hongrie, vénéré au Moyen Âge. Les ruines de l'église primitive, datant de l'époque des Árpád (IXe–XIIIe siècle), sont encore visibles dans le jardin du presbytère réformé. À l'époque médiévale, le territoire appartenait aux domaines royaux avant d'être intégré au domaine seigneurial de Csesznek. Celui-ci fut successivement contrôlé par les familles Cseszneky, Garai, Szapolyai, Török d'Enying, puis par les Esterházy de Galánta. En 1531, 15 % des tenanciers de Magyarszentkirály étaient imposés.
La population de Magyarszentkirály adopta très tôt la foi réformée et forma une paroisse commune avec Csesznek. Le village fut plusieurs fois dépeuplé durant l'occupation ottomane, puis quelques familles s'y réinstallèrent après 1690, avec la perte du rôle militaire de Csesznek.
Németszentkirály (devenu Bakonynémetszentkirály en 1890) fut fondé en 1769 dans le territoire de Magyarszentkirály. Ce nouveau hameau accueillit des familles allemandes catholiques installées par le seigneur Gábor Esterházy. Les habitants, tous métayers logés dans des maisons seigneuriales, vivaient difficilement d'une agriculture de subsistance sur un terroir pauvre. En 1828, Németszentkirály comptait 33 maisons, 9 métayers sans terre et 93 contribuables adultes âgés de 18 à 60 ans.
Administrativement, la commune englobe également les hameaux de Hajmás-puszta et Sövénykút. Hajmás-puszta, autrefois florissant, abritait encore en 1968 des ouvriers agricoles travaillant pour l'exploitation d'État de Kisbér, bien que le célèbre haras de Kisbér ait été démantelé dès 1964. Dans le passé, la plaine abritait également un élevage de brebis et un centre d'élevage de génisses, aujourd'hui disparus.
Avant la Seconde Guerre mondiale, les terres du village étaient principalement détenues par l'héritière Niczky et par Pál Esterházy. Après 1945, les domaines des grands propriétaires furent redistribués entre anciens métayers et petits exploitants. De nombreux journaliers vivaient jusque-là dans des logements précaires sur les fermes, souvent à quatre familles par maison, s'éclairant au suif. Après la guerre, nombre d'entre eux s'installèrent durablement dans les villages voisins.
En 1989, Bakonyszentkirály comptait encore 1 025 habitants. Aujourd'hui, la commune partage son administration avec Bakonyoszlop et Csesznek.

## Population

### Minorités culturelles et religieuses
Lors du recensement de 2011, 79,2 % des habitants de Bakonyszentkirály se déclaraient Hongrois et 1,1 % Allemands, tandis que 20,3 % n'ont pas précisé leur nationalité. En raison des identités multiples, le total des pourcentages peut dépasser 100 %.
Sur le plan religieux, 47,7 % des habitants se déclaraient catholiques romains, 21,1 % réformés, 1 % luthériens et 2,5 % sans confession ; 26,8 % de la population n’a pas indiqué son appartenance religieuse.
Lors du recensement de 2022, 94,5 % des habitants s'identifiaient comme Hongrois, 1,9 % comme Allemands, 0,9 % comme Ukrainiens, 0,1 % comme Slovaques et 0,1 % comme Croates, tandis que 1,9 % se déclaraient appartenir à une autre nationalité. 4,5 % n'ont pas répondu.
Concernant la répartition religieuse, 38,9 % de la population se déclarait catholique romaine, 20,3 % réformée, 1,3 % luthérienne, 0,8 % catholique grecque, 0,1 % israélite, 0,9 % autre chrétienne et 1,5 % autre catholique ; 6,6 % se déclaraient sans confession et 29,6 % n'ont pas répondu.

## Équipements

### Réseaux extra-urbains
Le village est traversé du nord au sud par la route principale 82. Deux routes secondaires en partent : la route 8219 en direction de l'est, reliant Csesznek, Bakonyoszlop et Dudar, et la route 83 107 en direction de l'ouest, menant vers Bakonyszentlászló, Bakonygyirót et Románd. La limite nord-ouest de son territoire est également effleurée par la route 8217, qui conduit à la commune voisine de Réde.